# Siri Skar
Siri Galtung Skar (* 26. November 2003) ist eine norwegische Biathletin. Sie ist zweifache Siegerin im IBU-Cup.

## Sportliche Laufbahn
Siri Skar bestritt ihre ersten internationalen Wettkämpfe bei den Juniorenweltmeisterschaften 2023 in Schtschutschinsk und gewann gemeinsam mit Linnea Winsvold, Maren Bakken und  Tuva Aas Stræte die Bronzemedaille im Staffelwettkampf. In den folgenden zwei Saisons wurde sie nicht für internationalen Einsätze nominiert und ließ ausschließlich im Norgescup. Nach guten Leistungen bei den Saisonvorbereitungsrennen gab die Norwegerin Ende 2024 in Idre schließlich ihr Debüt im IBU-Cup und wusste mit zwei sechsten Plätzen in Sprint und Verfolgung sofort zu überzeugen. Nach weiteren konstant guten Ergebnissen bestritt sie in Obertilliach ihren ersten Staffelwettkampf und schloss diesen an der Seite von Johannes Dale-Skjevdal, Johan-Olav Botn und Ragnhild Femsteinevik sofort als Sieger ab. Auch in Osrblie konnte sie, in einer anderen Besetzung, die Mixedstaffel gewinnen. Daraufhin nahm die Norwegerin an den Europameisterschaften teil und erreichte als Bestergebnis erneut Platz sechs im Sprint. Ebenfalls startete sie bei ihren zweiten Juniorenweltmeisterschaften und erreichte zwei vierte Plätze sowie die Bronzemedaille mit der Frauenstaffel.

## Persönliches
Skars jüngerer Bruder Noah ist ebenfalls als Biathlet aktiv.

## Statistiken

### Juniorenweltmeisterschaften
Ergebnisse bei den Juniorenweltmeisterschaften:
| Weltmeisterschaften | Weltmeisterschaften | Einzelwettbewerbe | Einzelwettbewerbe | Einzelwettbewerbe | Einzelwettbewerbe | Staffelwettbewerbe | Staffelwettbewerbe |
| Jahr                | Ort                 | Einzel            | Sprint            | Verfolgung        | Massenstart 60    | Frauenstaffel      | Mixedstaffel       |
| ------------------- | ------------------- | ----------------- | ----------------- | ----------------- | ----------------- | ------------------ | ------------------ |
| 2023                | Schtschutschinsk    | –                 | 33.               | 34.               | N/A               | 3.                 | –                  |
| 2025                | Östersund           | 4.                | 14.               | N/A               | –                 | 3.                 | 4.                 |

### IBU-Cup-Siege
| Nr. | Datum         | Ort          | Disziplin      |
| --- | ------------- | ------------ | -------------- |
| 1.  | 22. Dez. 2024 | Obertilliach | Mixedstaffel 1 |
| 2.  | 18. Jan. 2025 | Osrblie      | Mixedstaffel 2 |